# (37083) 2000 UK60
2000 UK60 (asteroide 37083) é um asteroide da cintura principal. Possui uma excentricidade de 0.11780090 e uma inclinação de 2.81817º.
Este asteroide foi descoberto no dia 25 de outubro de 2000 por LINEAR em Socorro.